# Chignolo d'Isola
Chignolo d'Isola är en ort och kommun i provinsen Bergamo i regionen Lombardiet i Italien. Kommunen hade 3 474 invånare (2018).